# Кампијело (Тренто)
Кампијело је насеље у Италији у округу Тренто, региону Трентино-Јужни Тирол.
Према процени из 2011. у насељу је живело 120 становника. Насеље се налази на надморској висини од 478 м.